# Treffieux
Treffieux est une commune de l'Ouest de la France, située dans le département de la Loire-Atlantique, en région Pays de la Loire.
Ses habitants s'appellent les Treffiolaises et Treffiolais.

## Géographie

Situation de la commune de Treffieux dans le département de la Loire-Atlantique

### Situation
Treffieux est située à 18 km au sud-ouest de Châteaubriant.
Selon le classement établi par l'Insee en 1999, Treffieux était une commune rurale non polarisée (cf. Liste des communes de la Loire-Atlantique).
|       | Saint-Vincent-des-Landes |      |
| Jans  | Treffieux                | Issé |
| Nozay | Abbaretz                 |      |

### Géographie physique
Topographie et hydrographie
L'altitude oscille entre 19 et 54 m. La moyenne est de 35 mètres. Le sol est argileux recouvrant une couche de psammite ferrifère. Treffieux est traversée par le Don, affluent de la Vilaine.

### Climat
Pour des articles plus généraux, voir Climat des Pays de la Loire et Climat de la Loire-Atlantique.
En 2010, le climat de la commune est de type climat océanique franc, selon une étude du CNRS s'appuyant sur une série de données couvrant la période 1971-2000. En 2020, Météo-France publie une typologie des climats de la France métropolitaine dans laquelle la commune est exposée à un climat océanique et est dans la région climatique Bretagne orientale et méridionale, Pays nantais, Vendée, caractérisée par une faible pluviométrie en été et une bonne insolation.
Pour la période 1971-2000, la température annuelle moyenne est de 11,9 °C, avec une amplitude thermique annuelle de 13,5 °C. Le cumul annuel moyen de précipitations est de 728 mm, avec 12,2 jours de précipitations en janvier et 6 jours en juillet. Pour la période 1991-2020, la température moyenne annuelle observée sur la station météorologique de Météo-France la plus proche, sur la commune de Nort-sur-Erdre à 20 km à vol d'oiseau, est de 12,4 °C et le cumul annuel moyen de précipitations est de 760,4 mm,. Pour l'avenir, les paramètres climatiques de la commune estimés pour 2050 selon différents scénarios d'émission de gaz à effet de serre sont consultables sur un site dédié publié par Météo-France en novembre 2022.

## Urbanisme

### Typologie
Au 1er janvier 2024, Treffieux est catégorisée commune rurale à habitat dispersé, selon la nouvelle grille communale de densité à sept niveaux définie par l'Insee en 2022.
Elle est située hors unité urbaine. Par ailleurs la commune fait partie de l'aire d'attraction de Nantes, dont elle est une commune de la couronne,. Cette aire, qui regroupe 116 communes, est catégorisée dans les aires de 700 000 habitants ou plus (hors Paris),.

### Occupation des sols
L'occupation des sols de la commune, telle qu'elle ressort de la base de données européenne d’occupation biophysique des sols Corine Land Cover (CLC), est marquée par l'importance des territoires agricoles (92,9 % en 2018), en diminution par rapport à 1990 (94,9 %). La répartition détaillée en 2018 est la suivante :
terres arables (56 %), zones agricoles hétérogènes (24,5 %), prairies (12,5 %), zones urbanisées (3,1 %), eaux continentales (2,7 %), zones industrielles ou commerciales et réseaux de communication (1,3 %). L'évolution de l’occupation des sols de la commune et de ses infrastructures peut être observée sur les différentes représentations cartographiques du territoire : la carte de Cassini (XVIIIe siècle), la carte d'état-major (1820-1866) et les cartes ou photos aériennes de l'IGN pour la période actuelle (1950 à aujourd'hui).

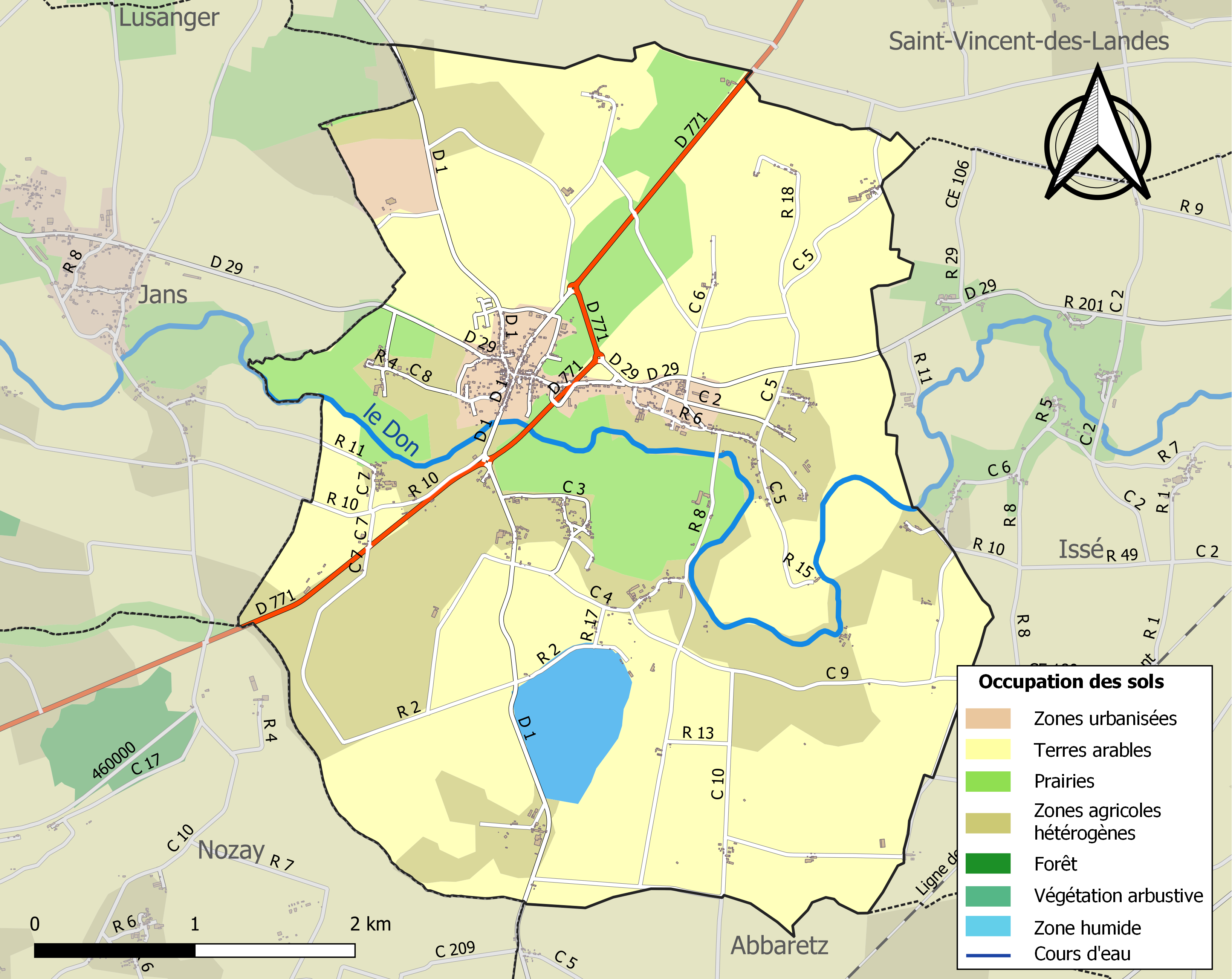
Carte des infrastructures et de l'occupation des sols de la commune en 2018 (CLC).

### Voies de communication et transports
La commune est traversée de manière nord-sud par la route départementale 771 ainsi que la départementale 1 et d'est en ouest par la route départementale 29.
Une déviation du bourg est en phase de réalisation.

## Toponymie
Le nom de la localité est attesté sous les formes Treffieuc en 1475, Trefieux en 1630, Treffieuc en 1731 et 1779.
Le nom de Treffieux fait peut-être référence aux trois anciens fiefs : La Baudrais, Montjonnet et La Fleuriais. En 1793 on retrouve le nom de Treffiene, ainsi que Treffieu en 1801[réf. nécessaire].
Selon une autre hypothèse, son nom proviendrait peut-être du mot breton trève (subdivision d'une paroisse) et de saint Maeoc, le nom de la paroisse s'écrivant Tréfioc selon le recteur de la paroisse en 1728[réf. nécessaire].
Treffieux possède aussi un nom en gallo, la langue d'oïl locale : Trefio, prononcé [trɛ.fjo].
La forme bretonne proposée par l'Office public de la langue bretonne est Trefieg.

## Histoire
Le « menhir de la Pierre » atteste d'une présence humaine sur le territoire de la commune au temps de l'âge du fer.
Treffieux dépendait des barons de Derval. Les trois seigneuries existantes « La Baudrais », « Montjonnet » et « La Fleuriais » sont à l'origine du nom de la commune. Du XVI au XVIIIe, Treffieux dépendait des barons de Châteaubriant avec les princes de Condé. On peut notamment citer Henri II de Bourbon-Condé, Henri Jules de Bourbon-Condé, Louis IV Henri de Bourbon-Condé et Louis V Joseph de Bourbon-Condé.
Au XIXe siècle sont construits les manoirs de Treffieux, le manoir de La Fleuriais et le château de Bégly. Aujourd'hui, la commune vit principalement de l'activité agricole.

## Politique et administration

### Administration municipale

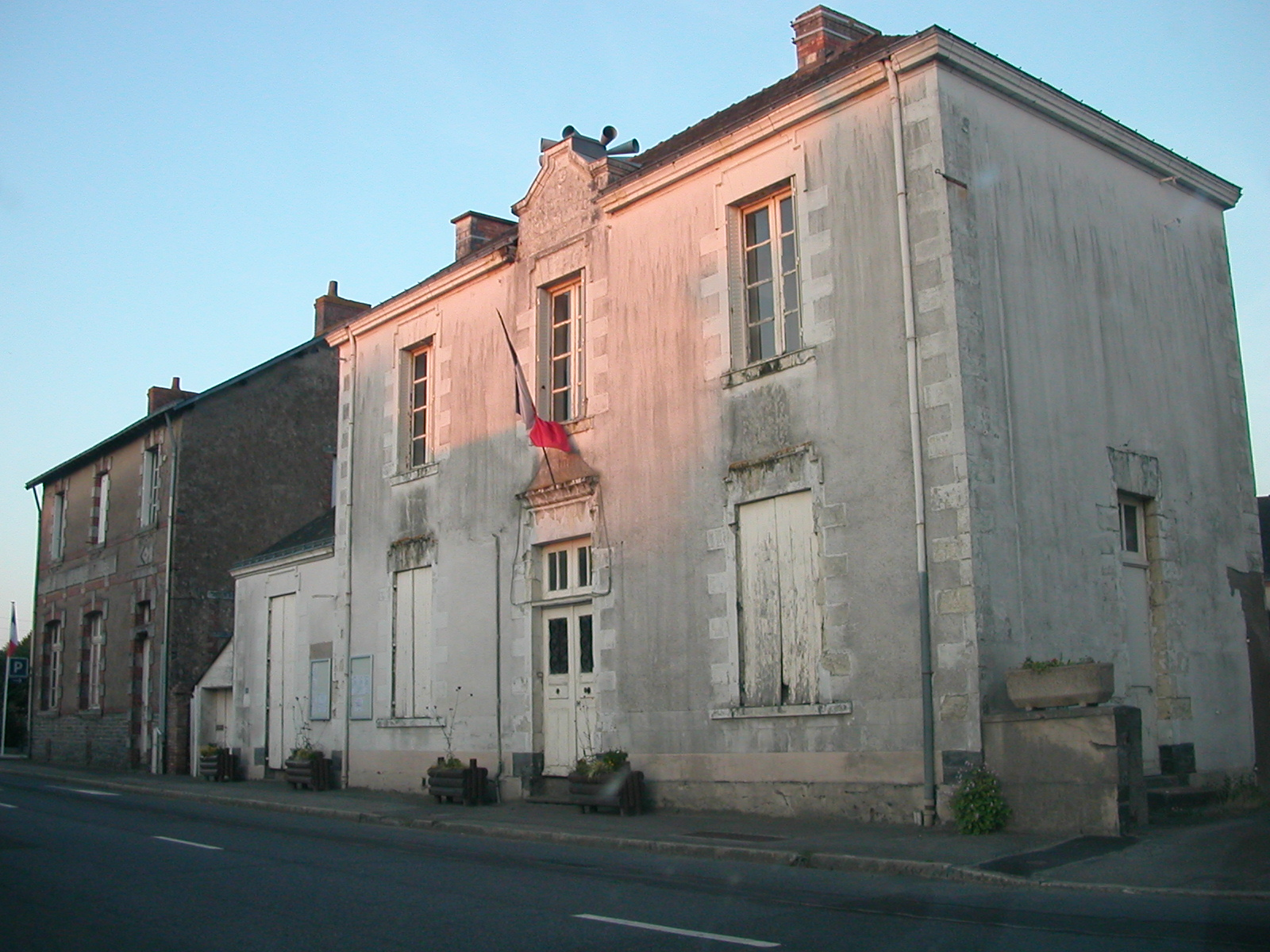
Mairie de Treffieux

Le conseil municipal de la commune de Treffieux est composé de quinze membres : le maire, trois adjoints et onze conseillers municipaux. La mairie se situe 14, rue de la Libération.

### Maires successifs
| Période                                  | Période   | Identité          | Étiquette | Qualité                  |
| ---------------------------------------- | --------- | ----------------- | --------- | ------------------------ |
| 1807                                     | 1825      | François Lefeuvre |           |                          |
| 1826                                     | 1853      | François Jambu    |           |                          |
| 1853                                     | 1873      | Pierre Gardé      |           | propriétaire cultivateur |
| 1873                                     | 1878      | François Morel    |           |                          |
| 1878                                     | 1881      | Pierre Ricoul     |           |                          |
| 1881                                     | 1887      | François Morel    |           |                          |
| 1887                                     | 1916      | Pierre Gardé      |           |                          |
| 1919                                     | 1925      | Alfred Gardé      |           |                          |
| 1925                                     | 1945      | Théodore Gardé    |           |                          |
| 1945                                     | 1946      | François Roine    |           |                          |
| 1946                                     | 1971      | René Philippot    |           |                          |
| 1971                                     | 1975      | Ferdinand Bruneau |           |                          |
| 1975                                     | 1983      | Bernard Briand    |           |                          |
| avant 1983                               | 2001      | René Philippot    |           |                          |
| mars 2001                                | mars 2008 | Alphonse Réthoré  |           |                          |
| mars 2008                                | mars 2014 | François Morice   |           | ingénieur commercial     |
| mars 2014                                | 2020      | René Bourrigaud   |           |                          |
| 2020                                     | En cours  | Didier Bruhay     |           |                          |
| Les données manquantes sont à compléter. |           |                   |           |                          |

## Population et société

### Démographie

#### Évolution démographique
L'évolution du nombre d'habitants est connue à travers les recensements de la population effectués dans la commune depuis 1793. Pour les communes de moins de 10 000 habitants, une enquête de recensement portant sur toute la population est réalisée tous les cinq ans, les populations de référence des années intermédiaires étant quant à elles estimées par interpolation ou extrapolation. Pour la commune, le premier recensement exhaustif entrant dans le cadre du nouveau dispositif a été réalisé en 2007.

En 2022, la commune comptait 976 habitants, en évolution de +13,23 % par rapport à 2016 (Loire-Atlantique : +6,68 %, France hors Mayotte : +2,11 %).
| 1793 | 1800 | 1806 | 1821 | 1831 | 1836 | 1841 | 1846 | 1851 |
| ---- | ---- | ---- | ---- | ---- | ---- | ---- | ---- | ---- |
| 921  | 561  | 527  | 601  | 690  | 707  | 746  | 816  | 908  |

| 1856 | 1861  | 1866  | 1872  | 1876  | 1881  | 1886  | 1891  | 1896  |
| ---- | ----- | ----- | ----- | ----- | ----- | ----- | ----- | ----- |
| 982  | 1 037 | 1 041 | 1 072 | 1 132 | 1 277 | 1 368 | 1 253 | 1 194 |

| 1901  | 1906  | 1911  | 1921  | 1926 | 1931 | 1936 | 1946 | 1954 |
| ----- | ----- | ----- | ----- | ---- | ---- | ---- | ---- | ---- |
| 1 161 | 1 167 | 1 170 | 1 015 | 933  | 858  | 853  | 854  | 810  |

| 1962 | 1968 | 1975 | 1982 | 1990 | 1999 | 2006 | 2007 | 2012 |
| ---- | ---- | ---- | ---- | ---- | ---- | ---- | ---- | ---- |
| 776  | 700  | 688  | 629  | 626  | 618  | 703  | 717  | 824  |

| 2017 | 2022 | - | - | - | - | - | - | - |
| ---- | ---- | - | - | - | - | - | - | - |
| 883  | 976  | - | - | - | - | - | - | - |

#### Pyramide des âges
La population de la commune est relativement jeune.
En 2018, le taux de personnes d'un âge inférieur à 30 ans s'élève à 39,7 %, soit au-dessus de la moyenne départementale (37,3 %). À l'inverse, le taux de personnes d'âge supérieur à 60 ans est de 19,6 % la même année, alors qu'il est de 23,8 % au niveau départemental.
En 2018, la commune comptait 470 hommes pour 432 femmes, soit un taux de 52,11 % d'hommes, largement supérieur au taux départemental (48,58 %).
Les pyramides des âges de la commune et du département s'établissent comme suit.
| Hommes | Classe d’âge | Femmes |
| ------ | ------------ | ------ |
| 0,0    | 90 ou +      | 0,9    |
| 5,0    | 75-89 ans    | 5,2    |
| 14,1   | 60-74 ans    | 14,1   |
| 16,7   | 45-59 ans    | 15,8   |
| 25,0   | 30-44 ans    | 23,7   |
| 12,6   | 15-29 ans    | 14,2   |
| 26,6   | 0-14 ans     | 26,1   |

| Hommes | Classe d’âge | Femmes |
| ------ | ------------ | ------ |
| 0,6    | 90 ou +      | 1,8    |
| 6      | 75-89 ans    | 8,6    |
| 15,1   | 60-74 ans    | 16,4   |
| 19,4   | 45-59 ans    | 18,8   |
| 20,1   | 30-44 ans    | 19,3   |
| 19,2   | 15-29 ans    | 17,4   |
| 19,5   | 0-14 ans     | 17,6   |

## Économie
L'activité agricole constitue la majeure partie de l'économie treffiolaise avec une vingtaine d'exploitations. On compte aussi quelques commerces, artisans et petites entreprises.
En 2006, on comptait parmi les Treffiolais 72,3 % d'actifs (dont 6,7 % de chômeurs), 9,5 % de retraités, 4,8 % de jeunes scolarisés et 13,4 % de personnes sans activité.

## Vie locale
La commune dispose d'une salle municipale : « la Maison du Temps Libre », d'une bibliothèque « l’Arbre aux Livres », d'une aire aménagée : le « site de Gruellau ».

### Santé
Il n'y a pas de médecin présent dans la commune.

### Sports
On peut citer le golf de Treffieux avec un parcours amateurs de neuf trous.

### Écologie et recyclage
La communauté de communes de la région de Nozay gère la collecte de la commune. Il y a une collecte hebdomadaire des ordures ménagères. En outre, la commune possède un centre d’enfouissement technique pour l’enfouissement des ordures ménagères résiduelles.

### Enseignement
Treffieux est rattachée à l'académie de Nantes. La commune possède une école primaire privée Notre-Dame du Sacré Cœur

### Cultes
Treffieux fait partie de la paroisse catholique Paroisse Saint Clair en Pays Nozéen qui comporte d'autres communautés : Abbaretz, Jans, La Grigonnais, Nozay, Puceul, Saffré et Vay.

## Culture locale et patrimoine

### Patrimoine architectural
- Église Saint-Grégoire du XIXe siècle ; a remplacé l'ancienne église démolie vers 1880 ; possède deux objets du XVIIIe siècle classés au titre d'objets le 28 juin 1962, une boite aux saintes huiles en poterie d'étain et un calice en argent doré avec patène et étui en cuir[24] ;
- chapelle de la Fleuriais du XVIe siècle ;
- ancien manoir de La Fleuriais du XIXe siècle, aujourd'hui démoli ;

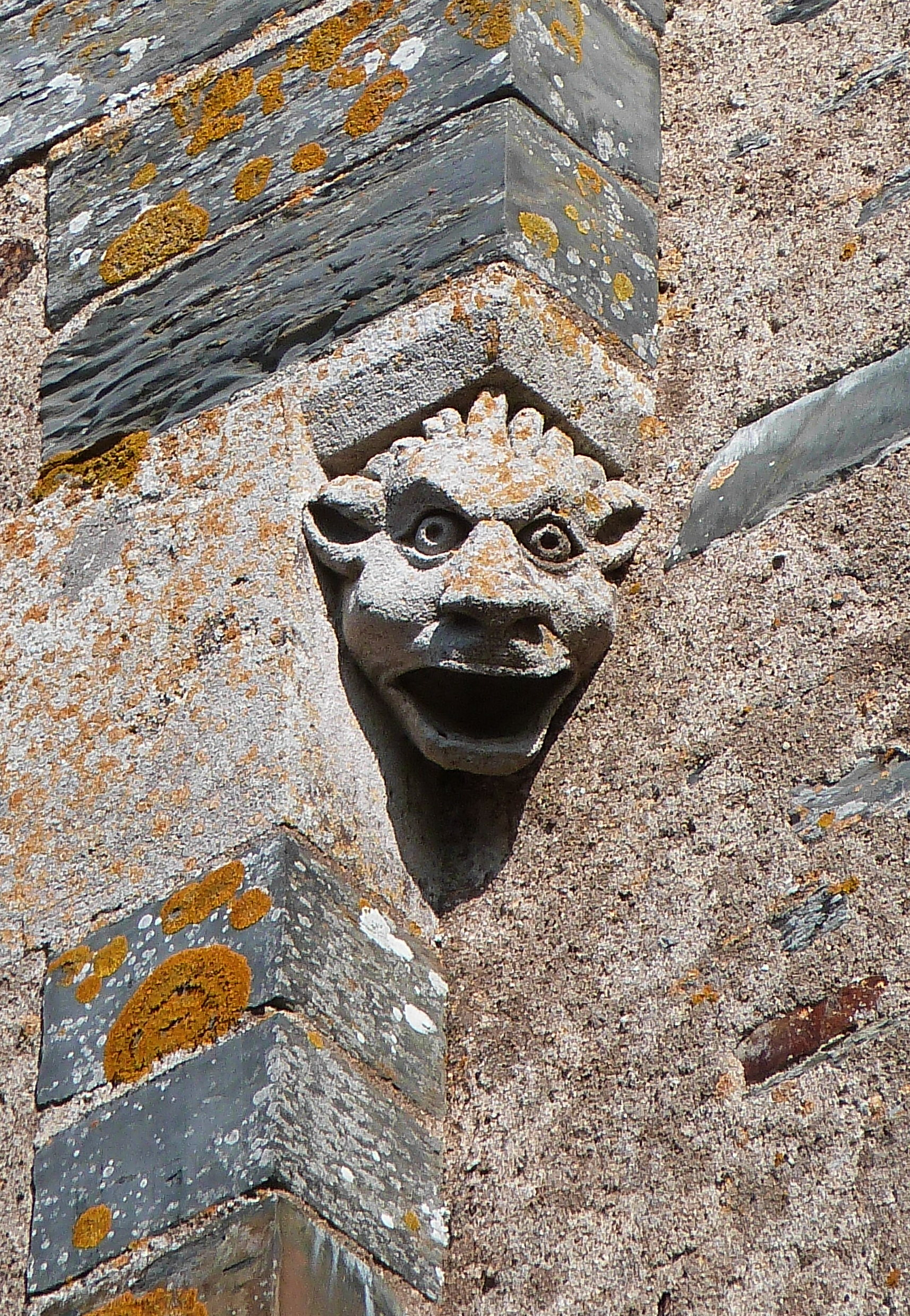
Modillon de l'église de Treffieux

- château de Bégly du XIXe siècle ;

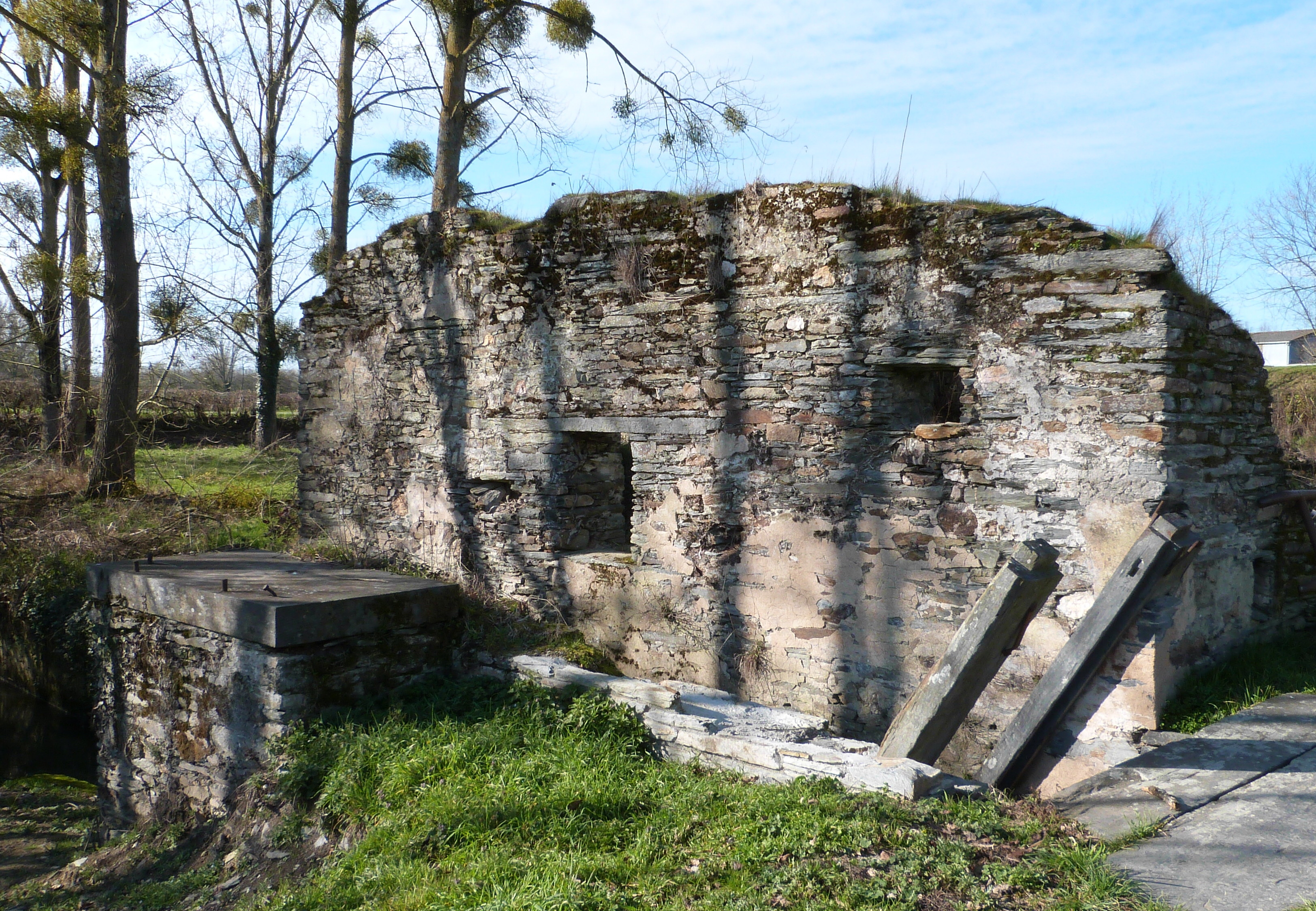
Le Moulin en ruine de la Fleuriais

- Modillon de l'église de TreffieuxLe Moulin en ruine de la FleuriaisMoulin de la Fleuriais : un des plus vieux du département(XVe siècle). Alimenté par une retenue sur le Don. Dans le cadre de la politique de restauration des rivières, cette retenue a été démolie dans les années 2000, provoquant divers dégâts en amont. Elle a été rétablie et un projet hydraulique de production d'électricité est en réflexion.

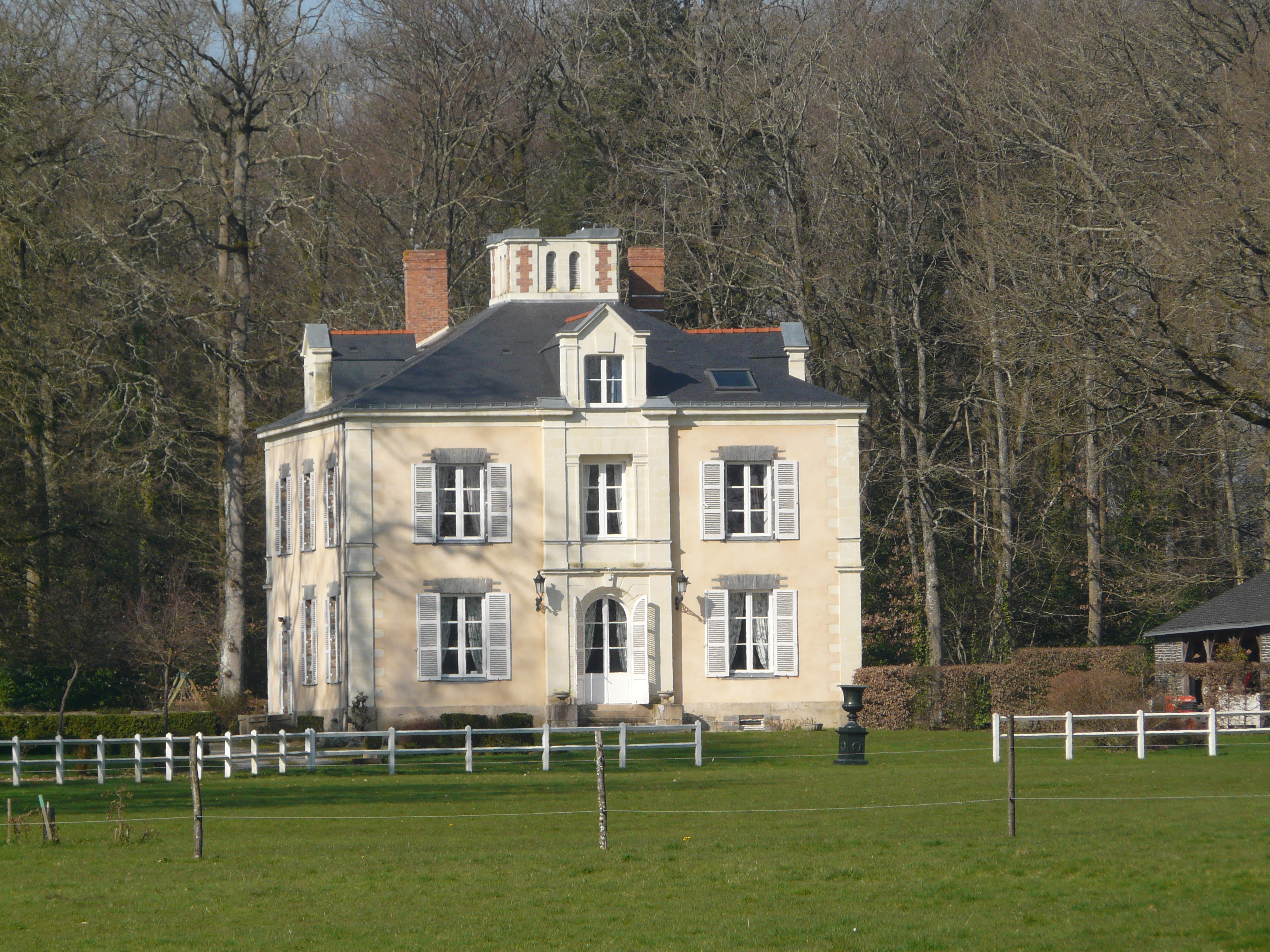
Château de Bégly
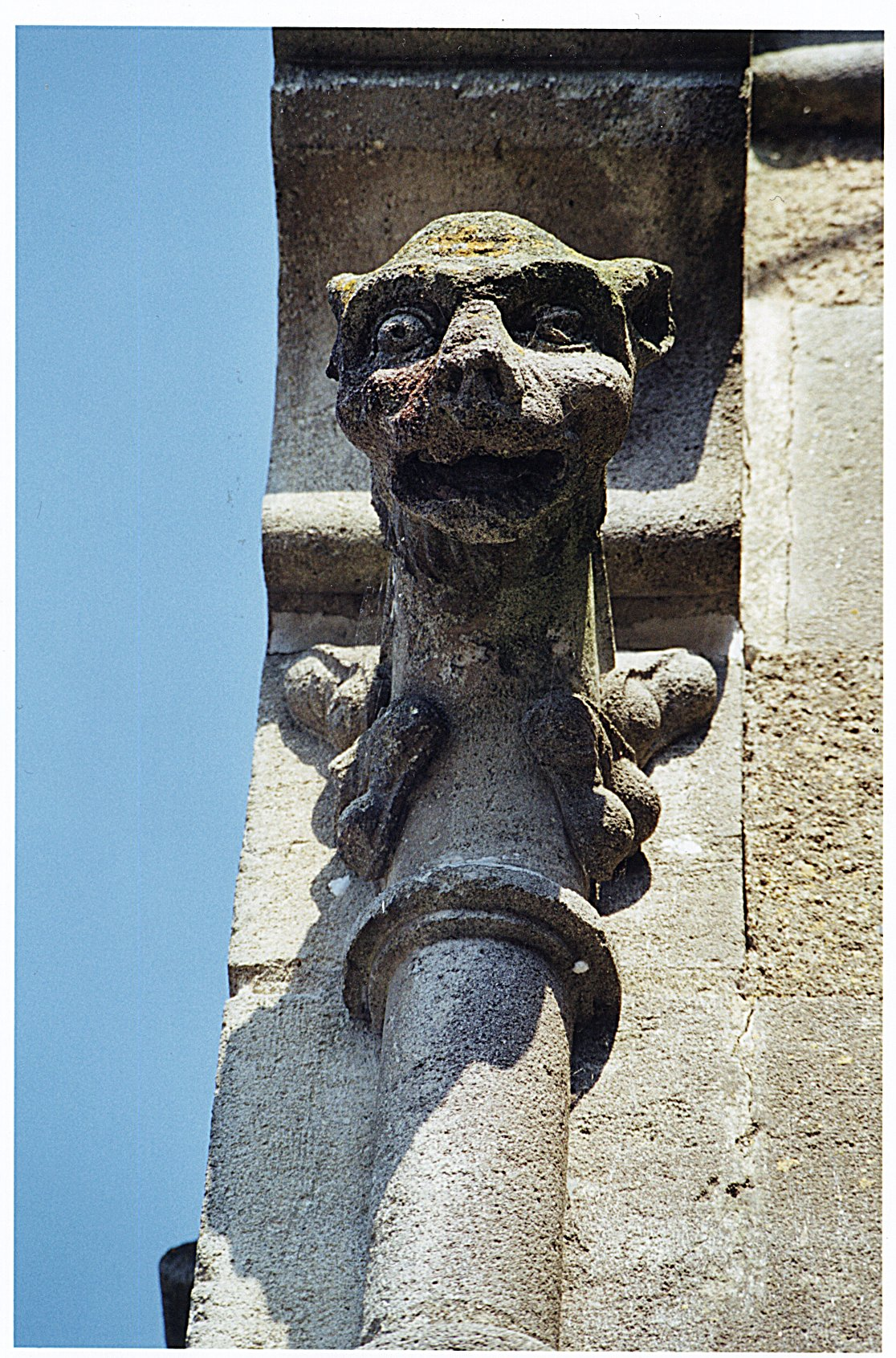
« Gargouille » sur l'église de Treffieux
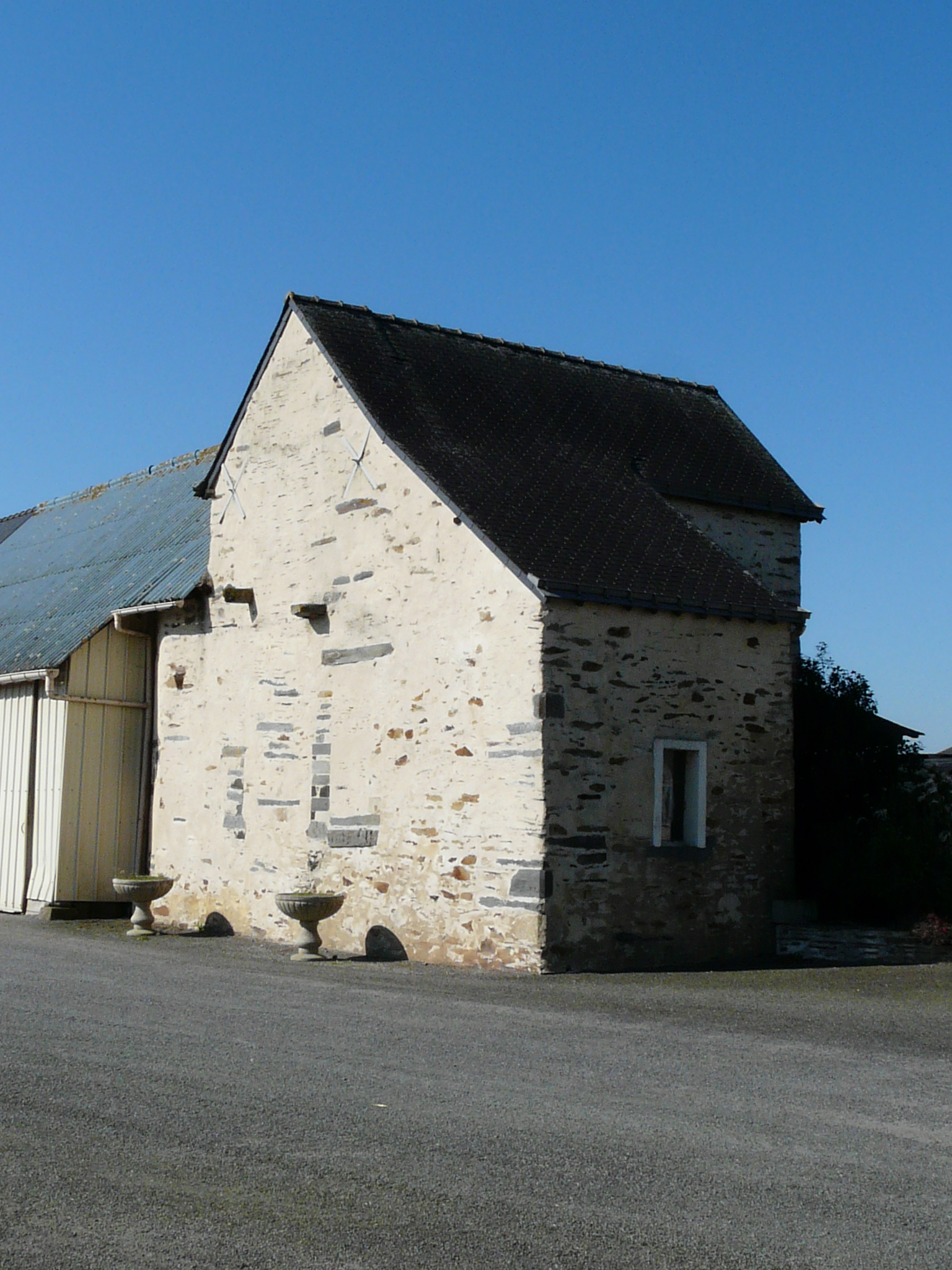
Chapelle de la Fleuriais
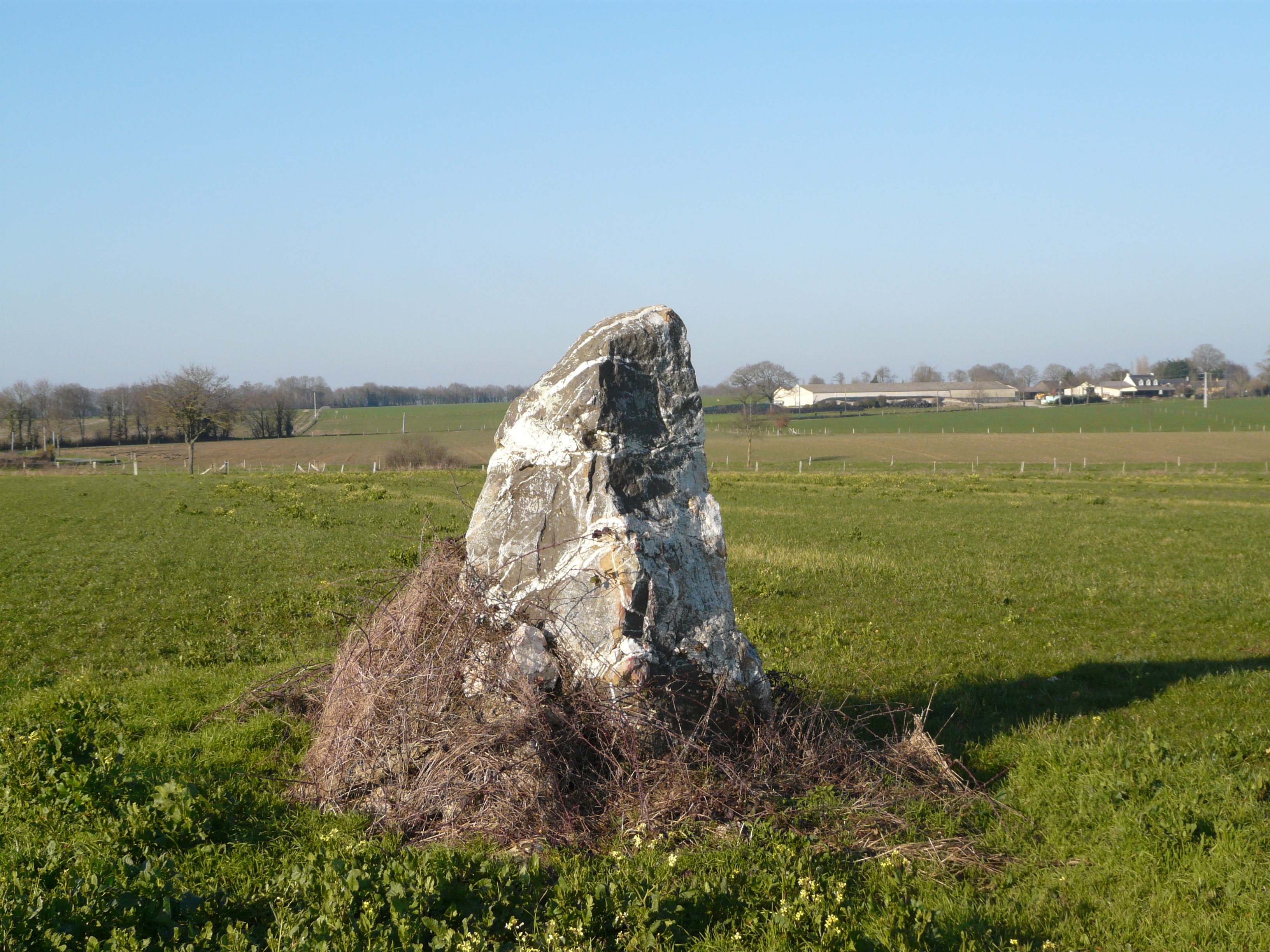
Menhir de la Bazinais

### Héraldique
| Blason | Blasonnement : De gueules au croissant d'hermine surmonté d'une croisette d'or bordée d'argent. Commentaires : Ce blason est une brisure du blason de la seigneurie de Vay (de gueules au croissant d'hermine surmonté d'une croisette d'or). |

### Personnalités liées à la commune
- barons de Derval ;
- barons de Châteaubriant.
- Francis Guerrier (1896-1969), as de l'aviation.